# Stacey McKenzie
Stacey McKenzie (Kingston, 1 de janeiro de 1973) é uma modelo de passarela canadense, mais recentemente, modelo e juíza no reality show canadense Canada's Next Top Model. Em 2017, McKenzie atuou como mentora convidada em dois episódios do ciclo 23 do America's Next Top Model e em 2018, ela se tornou a pacote de pista do ciclo 24.